# Баворівщина
Баворівщина — колишнє село в Україні, нині — частина міста Копичинців Тернопільської области.

## Географія
Розташоване на лівому березі р. Рудка Велика (ліва притока р. Нічлавка, одного з витоків р. Нічлава, басейн р. Дністер).
На південно-східній околиці Баворівщини росте ліс.

## Назва
Назва походить від прізвища власника поселення, шляхтича з м. Копичинців — Баворовського (16 ст.).

## Історія
Відоме з 16 ст.; після надання у 1564 р. маґдебурзького права Копичинцям стало підміським селом. Згодом Баворовські заклали в ньому фільварок. 
У 1863–1914 рр. — село Гусятинського повіту.
Незважаючи на те, що вся земля залишилась у Баворовських, вони починали силою забирати громадські пасовища, толоки. У 1884 р. ґраф Баворовський захопив два гектари громадської толоки біля фільварку у Баворівщині, де збудував для себе віллу і заклав сад. На цю подію, що мала криваве закінчення у Копичинцях, відгукнувся публікацією в «Новому дзеркалі» (15 травня 1884 р.) Іван Франко.
У 1921—1939 рр. село — Копичинецького повіту Тернопільського воєводства.
Діяли філії товариств «Просвіта», «Січ», «Луг», «Рідна школа», споживча кооперативу «Згода». У 1936 р. за сприяння членів «Рідної школи» створено дитячий садок.
Від січня 1940 р. до травня 1963 р. село — Копичинецького району.
Протягом 1940–1967 рр. Баворівщина — центр сільської ради.
У 1941 р. органи НКВС заарештували 26 мешканців села, членів місцевого осередку ОУН.
У роки німецько-радянської війни в Червоній армії загинуло п’ятеро місцевих жителів: Й. Гусак (1910—1941), Василь Ґазда (1910—1944), Семен Ґондз (1910—1941), Володимир Опир (1908–1941), безвісти пропали Володимир Зосі (1908–1945) і Петро Маркушевський (1919–1944), помер у німецькому полоні Ярослав Марак (1913–1943).
Репресовані, згодом реабілітовані Михайло Боднарчук, Євдокія Кузик, Дем’ян Марак, Михайло Поліщук, Степан Черниш.
У 1948 р. під загрозою розкуркулення і вивезення в Сибір у Баворівщині створено колгосп.
Від травня 1963 р. до січня 1965 р. село — Чортківського району, відтоді до приєднання до м. Копичинців — Гусятинського району.
Від 1967 року село належить до м. Копичинців, було його найбільшим передмістям, нині північно-східна околиця міста при в'їзді з боку смт Гусятин.

## Пам'ятки
На честь ліквідації панщини в Баворівщині встановлено пам'ятний хрест із написом «Надання свободи народу і відродження Галицької Руси в 1848», який у 1898 р. замінено на кам'яний. Щороку в травні біля хреста відбувалися багатолюдні Богослужіння. 